# العلاقات السورية الفلسطينية
العلاقات السورية الفلسطينية تشير إلى العلاقات الثنائية الرسمية بين سوريا وفلسطين. لفلسطين سفارة في دمشق، لكن سوريا ليس لها مكتب تمثيلي رسمي في الأراضي الفلسطينية.

## التاريخ
تشترك دولتان في وجود صلة تاريخية قوية، حيث كان كلاهما تحت حكم الفينيقيين، وخضعوا لاحقًا لاحتلالات وحروب مختلفة، وامتد ذلك إلى الإمبراطورية الفارسية والإمبراطورية الرومانية والعرب والصليبيين والإمبراطورية العثمانية. ومع ذلك، في القرن العشرين، سيتم تجزئة سوريا وفلسطين وتقسيمهما بين فرنسا والإمبراطورية البريطانية، وسيظل هذا حتى نهاية الحرب العالمية الثانية.

## العلاقات الحديثة
أعلنت سوريا بسرعة دعمها الكامل لفلسطين بعد اندلاع الحرب العربية الإسرائيلية عام 1948 وأرسلت قوات لمحاربة الجيش الإسرائيلي المشكل حديثًا، لكنها لم تنجح باستعادة الأراضي المحتلة. ومنذ ذلك الحين تدفق العديد من اللاجئين الفلسطينيين إلى الدول المجاورة ومنها سوريا، حيثُ بلغ عدد اللاجئين إلى سوريا عام 1948 بـ85 ألف لاجئ، قادمين نت الشمال الفلسطيني، وخاصةً صفد وحيفا ويافا.
انضمت سوريا أيضًا إلى حرب الأيام الستة والتي كانت تأمل في طرد الجيش الإسرائيلي من أجل استعادة الدولة الفلسطينية، التي انتهت بهزيمة الحلفاء العرب. وقد أدت هذه الحرب إلى تغيير المجتمع السوري والفلسطيني بصورة كبيرة وجذرية. بالنسبة للسوريين، أضر الفشل بسمعتهم، وخلق في وقت لاحق المزيد من عدم الثقة على الرغم من أنهم لا يزالون يحافظون على علاقات جيدة.
خلال أيلول الأسود في الأردن عام 1970، اضطر الرئيس حافظ الأسد لسحب سلاحه الجوي من مساعدة الفلسطينيين، مما أدى في نهاية المطاف إلى هزيمتهم وفرار الكثير من مقاتلي منظمة التحرير الفلسطينية إلى لبنان.
ذهب عداء الأسد تجاه الفلسطينيين إلى أبعد من ذلك بمهاجمة ياسر عرفات وفيصل الحسيني، ومحاولته تقسيم القيادة الفلسطينية.

### الحرب الأهلية السورية

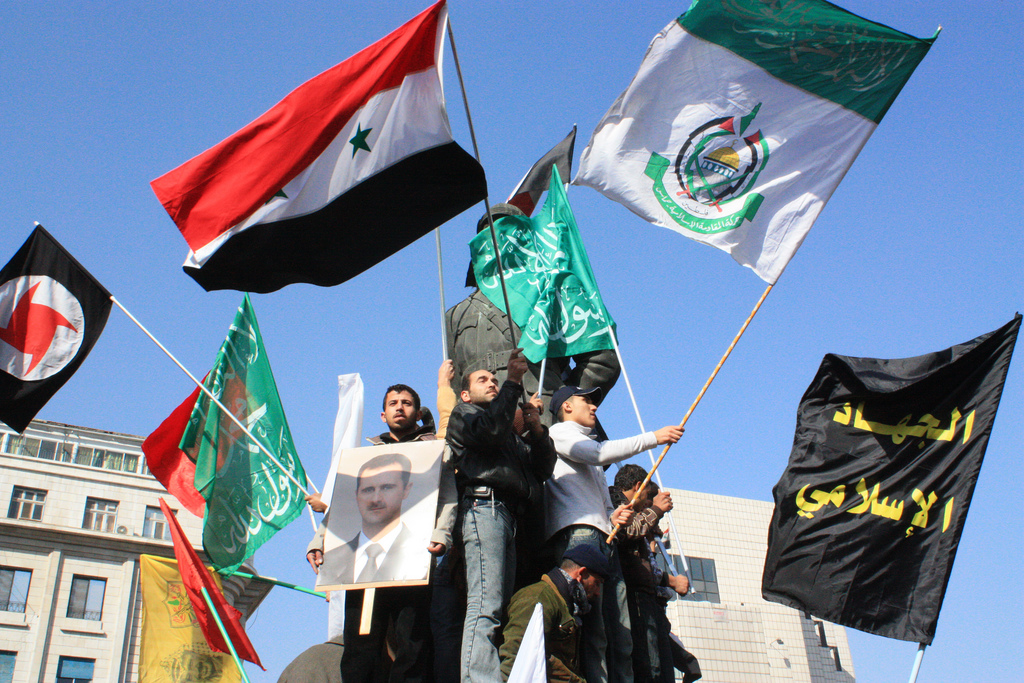
موالون لنظام آل الأسد يرفعون صورة بشار الأسد وأعلام مليشيات من محور المقاومة في دمشق

لقد خلقت الحرب الأهلية السورية انقسامات بين الفلسطينيين حول حكومة الأسد في سوريا. معظم اللاجئين الفلسطينيين في سوريا ظلوا محايدين نتيجة لتجارب سابقة لهم ك‍مذبحة صبرا وشاتيلا 1982، ترحيل الفلسطينيين من الكويت خلال حرب الخليج الأولى في 1990 والتجربة المؤلمة في العراق بعد الغزو الأمريكي في عام 2003.
على الرغم من هذا المستوى المعادي للفلسطينيين الذي سببته حكومة الأسد، فإن بشار الأسد لا يزال يحظى بدعم شعبي من الفلسطينيين بسبب خطبه الكلامية المؤيدة للفلسطينيين. نظم الفلسطينيون مظاهرات لدعم حكومة الأسد. اكتشف أن الفلسطينيين كانوا جزءًا من ميليشيات موالية للحكومة ضد المعارضة السورية وإسرائيل.
كما أن معارضة الأسد واضحة أيضًا فيما بين الفلسطينيين، حيث كان يُعتقد أنه يترك القضية الفلسطينية جانباً بسبب جشعه، لأنه لا يزال يحتفظ بعلاقة سرية مع إسرائيل. لقد اتهم الفلسطينيون الأسد بتعذيبه وقتله للفلسطينيين، ومؤخرا بهدم مخيمات اللاجئين الفلسطينيين في سورية، ولا سيما في اليرموك. واتهمت حكومة الأسد كذلك باستمرار اغتصاب الفلسطينيين وتعذيبهم على الرغم من احتجاجات المجتمع الفلسطيني.

## الفلسطينيون في سوريا
كان هناك أكثر من 500.000 فلسطيني في سوريا، معظمهم من اللاجئين، قبل اندلاع الحرب الأهلية السورية.